# Distant Earth
Distant Earth es el noveno álbum de estudio de ATB, fue publicado el 29 de abril de 2011 por Kontor Records. El álbum contiene 2 CD: el primero contiene canciones en colaboración con artistas como Josh Gallahan, Amurai, Dash Berlin, Sean Ryan, Rea Garvey, Melissa Loretta y JanSoon. El segundo contiene canciones más ambient / lounge y la esperada colaboración con Armin van Buuren para la canción llamada "Vice Versa". La edición limitada incluye un tercer CD con versiones club de algunas de las canciones del primer disco.

## Lista de canciones
| Disco 1 |                                              |                               |          |  |
| N.º     | Título                                       | Escritor(es)                  | Duración |  |
| 1.      | «Twisted Love (Distant Earth Vocal Version)» | ATB & Christina Soto          | 6:13     |  |
| 2.      | «Gold»                                       | ATB & JanSoon                 | 4:16     |  |
| 3.      | «All I Need Is You»                          | ATB & Sean Ryan               | 4:37     |  |
| 4.      | «If It's Love»                               | ATB & Melissa Loretta         | 3:25     |  |
| 5.      | «Move On»                                    | ATB & JanSoon                 | 5:09     |  |
| 6.      | «Chapter One»                                | ATB & Josh Gallahan           | 6:53     |  |
| 7.      | «Heartbeat»                                  | ATB, Amurai & Melissa Loretta | 6:09     |  |
| 8.      | «Killing Me Inside»                          | ATB & Sean Ryan               | 5:23     |  |
| 9.      | «Apollo Road»                                | ATB & Dash Berlin             | 7:27     |  |
| 10.     | «Running A Wrong Way»                        | ATB & Rea Garvey              | 3:22     |  |
| 11.     | «Where You Are»                              | ATB & Kate Louise Smith       | 4:26     |  |
| 12.     | «This Is Your Life»                          | ATB & Fuldner                 | 4:01     |  |
| 13.     | «One More»                                   | ATB & Christina Soto          | 3:46     |  |
| 14.     | «White Letters»                              | ATB & Melissa Loretta         | 4:44     |  |

| Disco 2 |                       |                         |          |  |
| N.º     | Título                | Escritor(es)            | Duración |  |
| 1.      | «Vice Versa»          | ATB & Armin van Buuren  | 6:49     |  |
| 2.      | «Magnetic Girl»       | ATB                     | 5:03     |  |
| 3.      | «Be Like You»         | ATB & JanSoon           | 3:41     |  |
| 4.      | «Moments In Peace»    | ATB                     | 4:40     |  |
| 5.      | «Moving Backwards»    | ATB & Kate Louise Smith | 4:28     |  |
| 6.      | «Distant Earth»       | ATB                     | 6:54     |  |
| 7.      | «Trinity»             | ATB                     | 4:07     |  |
| 8.      | «City Of Hope»        | ATB                     | 2:46     |  |
| 9.      | «Expanded Perception» | ATB                     | 6:05     |  |
| 10.     | «Sternwanderer»       | ATB & Anova             | 6:01     |  |
| 11.     | «Orbit»               | ATB                     | 4:40     |  |